# Paso de los Toros
Paso de los Toros (coneguda antigament com a Santa Isabel) és una ciutat de l'Uruguai pertanyent al departament de Tacuarembó i situada sobre la ribera nord del Río Negro, a la frontera amb els departaments de Durazno i Río Negro. Actualment és la segona ciutat amb més població del departament de Tacuarembó, després de la seva capital, la ciutat homònima.
D'acord amb les dades del cens de l'any 2004, la ciutat tenia 13.459 habitants. El gentilici castellà per als nadius d'aquesta urbanització és isabelinos.

## Història
Paso de los Toros, situada sobre la riba nord del Río Negro, deu inicialment el seu origen a la seva qualitat de passatge obligat per a creuar aquest riu. El trànsit des d'una ribera a l'altra es realitzava mitjançant un gual conegut com a Paso General de los Toros (i posteriorment com a Paso de los Toros), lloc on els grangers eren coneguts com a hombres toros ("homes braus") per la seva força i valor en ajudar a les carretes i a les tropes a travessar el riu.

## Població
Segons les dades del cens de 2004, tenia 13.459 habitants, la qual cosa la converteix en la segona ciutat més poblada del departament després de la capital, la ciutat de Tacuarembó.
| Any  | Població |
| ---- | -------- |
| 1963 | 9.522    |
| 1975 | 13.032   |
| 1985 | 13.026   |
| 1996 | 13.315   |
| 2004 | 13.459   |

Font: Institut Nacional d'Estadística de l'Uruguai

## Persones destacades
- Fabián O'Neill, futbolista.
- Mario Benedetti, escriptor.